# Зверобойка (Кудельно-Ключевська сільрада)
Зверобойка (рос. Зверобойка) — селище у Тогучинському районі Новосибірської області Російської Федерації.
Входить до складу муніципального утворення Кудельно-Ключевська сільрада. Населення становить 68 осіб (2010).

## Історія
Згідно із законом від 2 червня 2004 року органом місцевого самоврядування є Кудельно-Ключевська сільрада.

## Населення
| 2002 | 2007 | 2010 |
| ---- | ---- | ---- |
| 68   | ↗84  | ↘68  |